# 巴嘎紫堇
巴嘎紫堇（学名：Corydalis sherriffii）为罂粟科紫堇属下的一个种。

## 扩展阅读
- 維基物種上的相關：巴嘎紫堇